# Lebia viridipennis
Lebia viridipennis är en skalbaggsart som beskrevs av Pierre François Marie Auguste Dejean. Lebia viridipennis ingår i släktet Lebia och familjen jordlöpare. Inga underarter finns listade i Catalogue of Life.